# Adam Harper
Adam Harper es un matemático especializado en teoría de números, en particular en teoría analítica, combinatoria y probabilística de números. Actualmente es profesor en la Universidad de Warwick, Inglaterra.Harper recibió el Premio Ramanujan de la SASTRA en 2019 "por varias contribuciones destacadas a la teoría analítica y probabilística de números".
La investigación de Harper, tanto individual como en colaboración, abarca la teoría de la función zeta de Riemann, las funciones multiplicativas aleatorias, las ecuaciones de la unidad S, los números suaves, el cribado grande y el reciente y altamente innovador enfoque "pretencioso" de la teoría de números. Al establecer estos resultados, ha demostrado dominio sobre los métodos probabilísticos que ha utilizado con notable efecto en la teoría analítica de números.

## Carrera académica
Adam Harper nació en Lowestoft, Reino Unido. Estudió cuatro años de maestría en matemáticas en el Exeter College de Oxford y ganó el premio Oxford Junior Mathematics Prize. Completó su doctorado en 2012 en la Universidad de Cambridge bajo la dirección del profesor Ben Green (tesis:Some topics in analytic and probabilistic number theory) y, como estudiante de doctorado, ganó el premio Smith Essay Prize. Fue becario postdoctoral con el profesor Andrew Granville en el Centro de Investigaciones Matemáticas (CRM) de Montréal durante 2012-13, tras lo cual fue investigador en Jesus College, Cambridge durante 2013-16.
Regresó a Montreal en 2018 como profesor visitante de Simons CRM. Actualmente es profesor en la Universidad de Warwick.

## Otros premios
Adam Harper recibió el premio Whitehead en 2020 por "sus profundas e importantes contribuciones a la teoría analítica de números , y en particular por su trabajo sobre la distribución de valores de la función zeta de Riemann y funciones multiplicativas aleatorias utilizando ideas y técnicas sofisticadas de la teoría de la probabilidad ".